# Becky from the Block
Becky From the Block è il singolo di debutto della cantante statunitense Becky G, pubblicato nel 2013 dalla Kemosabe e dalla RCA Records.
Il brano riprende la musica del famoso singolo dell’artista Jennifer Lopez, Jenny from the Block; video del brano infatti ha fatto una comparsa.